# 卡特鎮區 (北達科他州伯克縣)
卡特鎮區（英語：Carter Township）是位於美國北達科他州伯克縣的一個鎮區。

## 地方資料
卡特鎮區的面積為93.03平方千米，當中陸地面積為90.95平方千米，而水域面積為2.08平方千米。根據2010年美國人口普查的數據，當地共有人口13人，而人口密度為每平方千米0.14人。